# Olmeker
 Denne artikel bør gennemlæses af en person med fagkendskab for at sikre den faglige korrekthed.

Olmekerne er den ældste og første, kendte civilisation i mesoamerika. Olmekerne var et mystisk folkeslag, som videnskaben endnu ikke ved meget om, da de ikke efterlod skrifttegn eller anden form for skrift ud over deres underlige stenansigter.
Olmekerne var et folk, der levede i den sydlige del af det centrale Mexico, som i grove træk svarer til regionerne Veracruz og Tabasco på den mexicanske landtange, men olmekisk kunst er blevet fundet helt til El Salvador. Olmekerne dominerede deres områder fra ca. 1200 f.Kr. til 800 f.Kr. De bedst kendte olmekiske centre er ved La Venta, San Lorenzo Tenochtitlan, Tres Zapotes, Chalcatzingo og La Mojarra.
Deres hjemland var karakteriseret som sumpede lavlande med spredte, bakkede højdedrag og vulkaner. Olmekerne byggede permanente byer og olmekerne lagde grundstenen til de andre senere kulturers udvikling i Mesoamerika som mayaerne. Olmekerne var de første til at bygge tempelbyer. De indledte tilsyneladende den udvikling af hieroglyffer i Mesoamerika, som mayaerne videreførte, og det tidligste kendte olmekiske eksempel er dateret til 650 f.Kr.
Olmekerne var måske også opfindere af den kendte mesoamerikanske boldsport, som andre civilisationer i området før Christoffer Columbus videreførte. Boldsporten blev også et vigtigt element i deres religion, man har dog fundet tegn på at sporten var der, før andre kulturelementer er blevet dokumenteret. Nogle andre vigtige elementer i olmekernes religion var matematik forbundet med opstilling af en kalender Desuden havde de spirituelt fokus på døden udtrykt ved menneskeofringer. Deres politiske system var bygget op af stærkt hierarkiske bystater, som blev kopieret af andre kultur, der fulgte efter olmekerne.
Olmekernes kunstformer begrænsede sig ikke kun til tempelbyerne eller de store stenansigter (måske af deres konger eller andre magtfulde personer). Der er også fundet figurer lavet af jadesten. Det almindelige tema i olmekisk kultur var jaguaren, der blev afbildet i forskellige størrelser og former. Men som nævnt er de mest kendte genstande deres stenansigter, som man til dato kun har fundet 17 forskellige af rundt omkring i deres hjemland. I senere undersøgelser af de olmekiske områder har man fundet 3.000 år gamle træfigurer, som overlevede på grund af det iltfattigt sumpområde, de lå i. Blandt de gamle træfigurer fandt man det første tegn på menneskeofring af et nyfødt barn.
Meget få individuelle olmekere er kendt af videnskaben:
- Po Ngbe (ved Guerrero) i tiden mellem 900 f.Kr. og 600 f.Kr.
- "Høstbjergherre"
- U-Kix-chan – grundlæggeren af det herskende dynasti af B'aakal, et maya-kongedømme i Palenque
- Yo Pe (ved Mojarra) det 2. århundrede f.Kr.

Forskerne ved endnu ikke i dag, hvad der var skyld i olmekernes forsvinden, men man ved, at efter det 8. århundrede f.Kr. forsvandt eller svækkedes deres dominans. Senere blev deres leveområder oversvømmet af andre folkeslag som mayaerne mod øst. Zapotekerne i sydøst og teotihuacán-kulturen mod vest.